# Euceros melanosoma
Euceros melanosoma är en stekelart som beskrevs av Barron 1976. Euceros melanosoma ingår i släktet Euceros och familjen brokparasitsteklar. Inga underarter finns listade i Catalogue of Life.